# Camporotondo Etneo

Localització de Camporotondo Etneo

Camporotondo Etneo (sicilià Campurutunnu Etneu) és un municipi italià, dins de la ciutat metropolitana de Catània. L'any 2006 tenia 3.547 habitants. Limita amb els municipis de Belpasso, Misterbianco, Motta Sant'Anastasia i San Pietro Clarenza.

## Administració
| Període | Identitat          | Partit        |
| ------- | ------------------ | ------------- |
| 2008-   | Antonino Rapisarda | Llista Cívica |